# Девоншир (Бермудские острова)
Девоншир (англ. Devonshire Parish) — один из девяти округов (parishes) Бермуд. Население 7 332 человек (2010).

## География
Расположен в центре территории недалеко от пересечения основной части главного острова и полуострова, на котором находится Гамильтон, административный центр Бермуд и округа Пембрук (с котором он граничит на западе). На северо-востоке он прилегает к округу Смит, а на юго-востоке граничит с округом Пейджет. Вся площадь округа составляет 4,9 км². Через данный округ проходят следующие дороги: норт-шор-роуд, мидл-роуд и саут-шор-роуд.

## История
Первоначально округ назывался «Cavendish Tribe», а затем «Devonshire Tribe». Он назван так в честь Уильяма Кавендиша, 1-го графа Девоншира, жившего в 1552—1626 годах. Несмотря на то, что тот никогда не посещал Бермуды, округ всё же носит его имя.

## Достопримечательности
Интересными достопримечательностями Девоншира являются его доки, форт Лэнгтон, форт Девоншир, национальный стадион Бермуд, дендрарий, конный центр Бермудских островов, остатки британского армейского штаба, старинная церковь Девоншира, природный заповедник, ботанический сад Палм Грув, поле для гольфа с видом на океан и музей старинной Эллиотской школы. Также по всему округу есть много старинных построек, которые можно осматривать, но не все они являются доступными для публики. Через северную часть округа Девоншир также проходит фрагмент железнодорожных путей.